# فرانك كينغ (لاعب كريكت باربادوسي)
فرانك كينغ (14 ديسمبر 1926 - 23 ديسمبر 1990) (بالإنجليزية: Frank King)‏ هو لاعب كريكت باربادوسي. شارك مع منتخب الهند الغربية للكريكت.

## وصلات خارجية
- فرانك كينغ على موقع إي آس بي آن كريك إنفو (الإنجليزية)